# Joey van den Berg
Joey van den Berg (Nijeveen, 13 febbraio 1986) è un ex calciatore olandese, di ruolo centrocampista.

## Carriera
Ha giocato 16 partite nella massima serie olandese con lo Zwolle (tutte nella stagione 2012-2013, dopo aver conquistato la promozione nella stagione precedente) e 16 con l'Heerenveen, 14 delle quali nella stagione 2012-2013. Tra il 2016 ed il 2018 ha giocato complessivamente 63 partite (con anche una rete segnata) nella seconda divisione inglese, con la maglia del Reading.

## Palmarès

### Club

#### Competizioni nazionali
- Eerste Divisie: 1

PEC Zwolle: 2011-2012